# المرونة السعرية للطلب

تشتق المرونة السعرية للطلب من نسبة التغير المئوية في كمية (%ΔQd) ونسبة التغير المئوية للسعر (%ΔP).

المُرونة السعرية للطلب (بالإنجليزية: Price elasticity of demand اختصارًا (PED أو Ed))‏ هي مقياس يُستخدم في علم الاقتصاد لإظهار مُعدل الاستجابة أو المُرونة الخاصة بالكمية المطلوبة من السلعة أو الخدمة لتغيير سعرها. وعلى نحو أدق، فإنها تُقدم النسبة المئوية للتغيير في الكمية المطلوبة تجاوبًا مع التغيير بنسبة 1% في السعر من منظور فرضية بقاء المتغيرات الأخرى المُحددة للطلب على حالها مثل الدخل، وقد ابتكرها ألفرد مارشال.
كانت مرونة الأسعار سلبية على الأغلب، بالرغم من ميل المُحللين إلى تجاهل الإشارتين الجبريتين، وهو الأمر الذي قد يتسبب في حدوث غموض والتباس. فقط السلع التي لا تتفق مع قانون الطلب، مثل سلع فيبلن وجيفن هي التي تتميز بمُرونة سعرية إيجابية للطلب. وبشكل عام، يُقال إن الطلب على السلع غير مرن أو غير مرن نسبيًا عندما تكون المُرونة السعرية للطلب أقل من واحد (بالقيمة المطلقة: بمعنى أن تأثير التغيرات في الأسعار على كمية السلع المطلوبة كان قليلاً نسبيًا. ويُقال إن الطلب على السلع مرن أو مرن نسبيًا عندما تكون المُرونة السعرية للطلب أعلى من واحد (بالقيمة المطلقة): بمعنى أن تأثير التغيرات في الأسعار على كمية السلع المطلوبة كان كبيرًا نسبيًا.
يبلغ العائد الحد الأقصى عندما يكون السعر ثابتًا، وهكذا تكون المُرونة السعرية للطلب تُساوي الواحد بالضبط. ويمكن أيضًا استخدام المُرونة السعرية لطلب إحدى السلع في التنبؤ بوقْع أو عبء الضريبة على تلك السلعة. وتُستخدم العديد من الأساليب البحثية لتحديد المُرونة السعرية، بما في ذلك أسواق الاختبار وتحليل بيانات المبيعات التاريخية والتحليل المقترن.

## التعريف
المُرونة السعرية للطلب هي مقياس لمُعدل الاستجابة الخاص بالكمية المطلوبة من السلعة أو الخدمة من أجل تغيير سعرها. ومُعادلة مُعامل المُرونة السعرية للطلب الخاصة بإحدى السلع هي:
{\displaystyle e_{\langle R\rangle }={\frac {\operatorname {d} Q/Q}{\operatorname {d} P/P}}}
غالبًا ما تكون نتيجة المُعادلة السابقة قيمة سلبية، نظرًا للطبيعة العكسية للعلاقة بين السعر والكمية المطلوبة، وذلك كما هو موضح في «قانون الطلب». على سبيل المثال، إذا زاد السعر بنسبة 5% وزادت الكمية المطلوبة بنسبة 5%، فإن المُرونة الخاصة بالسعر الأولي والكمية = -5%/5% = -1. وأصناف السلع الوحيدة التي تزيد مرونتها السعرية للطلب عن 0 هي سلع فيبلن وجيفن. وبالرغم من أن المُرونة السعرية للطلب سلبية للغالبية العظمى من السلع والخدمات، فكثيرًا ما يُشير علماء الاقتصاد إلى المُرونة السعرية للطلب على أنها قيمة إيجابية (مثلاً، في مصطلحات القيمة المطلقة).
تُوضح المُرونة السعرية للطلب درجة استجابة أو حساسية الكمية المطلوبة من السلعة للتغيرات في أسعارها. وتُحسب كالآتي:
 مُرونة الطلب السعرية = التغير النسبي في الكمية المطلوبة ÷ التغير النسبي في السعر.
 التغير النسبي في  الكمية المطلوبة = (التغير في الكمية المطلوبة  ÷ الكمية المطلوبة قبل التغير)
 =  Q2 – Q1 /Q1
=  ΔQ)/Q)
التغير النسبي في السعر = (التغير في السعر ÷ السعر قبل التغير)
=  P2 – P1 / P1
=  ΔP) / P)
إذا كان التغيير الطفيف في السعر مصحوباً بتغيير كبير في الكمية المطلوبة، يُقال أن المنتج مرناً أو يستجيب لتغيرات الأسعار. وعلى العكس من ذلك، يُصبح المُنتج غير مرن إذا كان التغيير الكبير في السعر مصحوباً بكمية صغيرة من التغير في الكمية المطلوبة.
تقيس المُرونة السعرية للطلب استجابة الطلب للتغيرات في سعر سلع مُحددة، فإذا كانت المُرونة السعرية للطلب تُساوي صفر، فإن الطلب غير مرن تماماً، حيث أن الطلب لا يتغير عندما يتغير السعر؛ تُشير القيم ما بين صفر وواحد إلى أن الطلب غير مرن، ويحدث ذلك عندما تتغير النسبة المئوية للطلب وتُصبح أقل من تغير النسبة المئوية للسعر. وعندما تساوى المُرونة السعرية للطلب 1 فإن الطلب يُصبح مرناً عندما تتساوى نسبة التغير للطلب مع تغير السعر. وأخيراً، إذا كانت القيمة أكبر من 1، فإن الطلب يُصبح مرناً تماماً، حيث يتأثر الطلب إلى درجة أكبر من خلال التغيرات في السعر. وعلى سبيل المثال، إذا كانت الكمية المطلوبة من أجل زيادة جيدة 15٪ واستجابة لانخفاض 10٪ في السعر، فإن المُرونة السعرية للطلب ستكون 15٪ / 10٪ = 1.5. ويُمكن أن يتأثر عدد العوامل التي يُمكن أن تتأثر بها الكمية المطلوبة لتغيير جيد في الاستجابة لتغير الأسعار. وتشمل العوامل عدد البدائل القريبة، يكون الطلب أكثر مُرونة إذا كانت هناك بدائل قريبة، وما إذا كانت السلعة ضرورية أو كمالية، تميل الضرورات إلى طلب غير مرن في حين أن الكماليات أكثر مُرونة. وتقوم الشركات بتقييم مُرونة الأسعار للطلب على مختلف المنتجات للمُساعدة في التنبؤ بأثر التسعير على مبيعات المنتجات. وعادةً ما تفرض الشركات أسعاراً أعلى إذا كان الطلب على المنتج هو سعر غير مرن.
هناك بعض البدائل القياسية الأخرى للمُرونة التي تُؤدي بدورها إلى تجنب أو تقليل هذا القصور عن الصيغة الأولية للمُرونة وما مُرونة النقطة ومُرونة القوس.

### مُرونة النقطة
مُرونة النقطة هي المُرونة السعرية للطلب عند نقطة معينة في منحنى الطلب. وللحصول على نقطة المُرونة السعرية للطلب، فإنه يتم إعادة صياغة المُعادلة الأساسية لإدراج مُصطلح يُمثل النسبة المئوية وهي نسبة تغير القيمة مُقسومةً على القيمة الأصلية كما يلي:
ومن ثم يمكن قلب المقام للحصول على:
ويُمكن عكس ترتيب عملية الضرب وذلك حتى يُمكن إعادة صياغة ذلك كما يلي:
ففي الوقت الحالي، تم تقسيم المُرونة على جزئين، جزء Δqd وجزء Δp وهو مُعدل تغير الكمية إلى تغير السعر، حيث الانحدار في منحنى الطلب، وجزء qd/p وهو المُتعلق بالنقطة الفعلية في المنحنى الذي تم تأسيس المقياس وفقه.
ولقياس المُرونة عند سعر معين، فإنه يتم تحديد النقطة التي تُقابل هذا السعر على منحنى الطلب ورسم مماساً لهذه النقطة حتى يقطع كل من المحورين الأفقي، محور الكميات، والمحور الرأسي، محور الأسعار، وتُحدد درجة المُرونة هندسياً.
مثال:
إذا كان جدول الطلب السوقي على السلعة (x) كما يلي:
| النقطة | A   | B   | C   | D   | E   |
| P)x)   | 5   | 4   | 3   | 2   | 1   |
| Q)x)   | 150 | 200 | 300 | 500 | 900 |

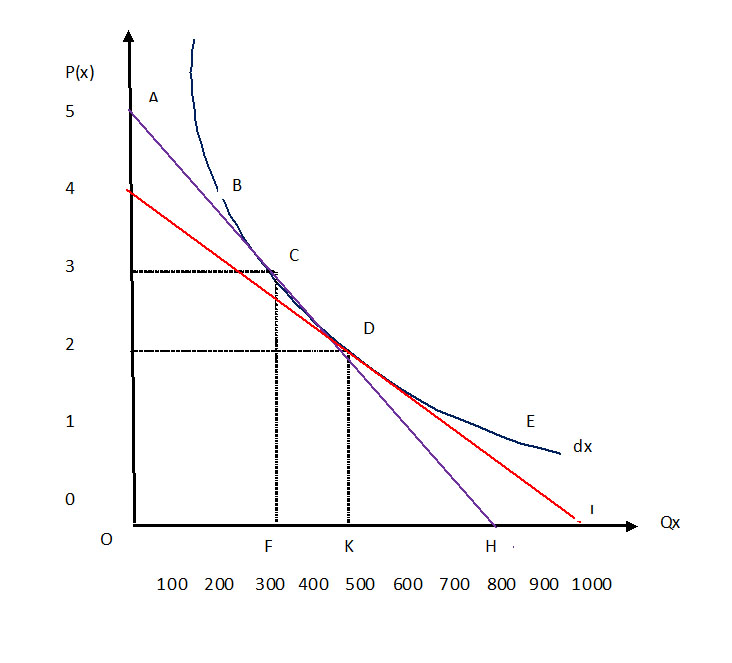
مُرونة الطلب عند النقطة (c) و (D)

ولحساب مُرونة الطلب السعرية عند النقطة C وD فيتم عمل ما يلي:
1. رسم منحنى الطلب على السلعة (x)
2. رسم مماس لمنحنى الطلب على السلعة (x)عند النقطة (C)حيث يقطع المحور الأفقي الكميات عند النقطة H وتساوي 800 وحدة ويقطع المحور الرأسي للأسعار عند النقطة G وتساوي 5 وحدة نقدية. كما يوضح الشكل التالي:

ولحساب مُرونة الطلب السعرية عند النقطة C:
[Ed (c) = [(DQ/ DP)] [(PC / QC]                  
(ΔQ/ΔP) : ميل الزاوية ويساوى المقابل (FC)/ المجاور (FH).                                                                                                         
Q)c) تمثل الكمية عند النقطة (C) وتقابل OF،PC يمثل السعر ويقابل FC.                                                 
(Edc = - ( FH.Fc) /(Fc OF                                             
 Edc = -FH/OF 
 (Edc = - (OH-OF) / OF  
 Edc = - (800-300/ 300) = - 5/3                                             Edc = -1.66
ولحساب مُرونة الطلب السعرية عند النقطة (D) يتم رسم مماس لمنحنى الطلب عند النقطة (D) يقطع محور الأسعار (P(x عند النقطة (J) ويقطع محور الكميات (Q(x في النقطة (I).
[EdD= (K I  / kD) / KD.OK = - KI / OK                                           Ed (D) = [DQ/ DP].[PD/QD        
 DQ/DP يُمثل ميل الزاوية D ويساوي المقابل KI/ المجاور KD.
 PD : يُمثل السعر عند النقطة D ويقابل KD.
 QD: يُمثل الكمية عند النقطة D ويقابل OK.
EdD = -( OI - OK) /OK  = - (1000 - 500)/ 500
EdD = - 500/500 = - 1                                  
EdD = -1
ويدل ما سبق على:
- أن معامل المُرونة يختلف باختلاف السعر حيث يرتفع مع ارتفاع سعر السلعة والعكس صحيح أي ينخفض بانخفاضه. فمن المثال السابق يتضح أن عند النقطة (C) كان السعر 4 وحدات نقدية فمعامل المُرونة كان 1,66.
- أما عند النقطة (D) فإن السعر هو 2 وعنده معامل المُرونة يكون مساويا للواحد. إذن EdC > EdD.
- أما الإشارة السالبة فلا تُؤخذ بعين الاعتبار لأنها تُعبر عن العلاقة العكسية بين الكمية المطلوبة وسعرها.[19]

## مُرونة القوس
مُرونة القوس للطلب (arc PED) هي قيمة المُرونة السعرية للطلب عبر مجموعة من الأسعار ويُمكن حسابها باستخدام المُعادلة الأساسية:
يُمكن القول بشكل أكثر رسمية أن المُرونة السعرية للطلب هي معدل الكمية المطلوبة للنسبة المئوية للتغير في السعر. ومُرونة القوس هي مُرونة الطلب السعرية بين نقطتين على نفس منحنى الطلب. ويختلف معامل مُرونة الطلب السعرية بين نقطتين، أي مُرونة القوس، من قوس إلى آخر على طول منحنى الطلب، فكلما اقتربت نقطتا القوس من بعضهما كلما كان معامل المُرونة  أكثر دقة والعكس صحيح.
يُمكن اعتبار قانون مُرونة القوس كما يلي:
مُرونة الطلب السعرية عند نقطتين (القوس) هي= (الفرق بين الكمية المطلوبة ÷ مجموع الكمية المطلوبة) ÷ (الفرق بين السعرين ÷ إجمالي السعرين)

## تاريخها
قام ألفرد مارشال بإنشاء مُصطلح مُرونة الطلب (PED) إلى جانب المصطلح الاقتصادي مُعامل المرونة في كتابه مبادئ الاقتصاد، الذي نُشر عام 1890. ووصفه بما يلي: «يُمكننا القول بشكل عام: أن مرونة أو استجابة الطلب في السوق تُعد كبيرة أو صغيرة حسب كبر أو صغر زيادة قدر الطلب لانحدار مُعين في السعر، وحسب كبر أو صغر النقص لزيادة معينة في السعر». وسوغ هذا بما أن «القانون العام الوحيد حسب رغبة الشخص في سلعة هو ناقصها… لكن قد يكون هذا النقص بطيء أو سريع. وإذا كان هذا النقص بطيء… يُؤدي الانحدار البسيط في السعر إلى زيادة كبيرة نسبياً في مشترياته. ولكن إذا كان هذا النقص سريع، يُؤدي الانحدار البسيط في السعر إلى فقط إلى زيادة بسيطة جداً في مشترياته. وفي الحالة الأولى يُمكن القول بأن مرونة احتياجاته كبيرة. وفي الحالة الثانية… تكون مرونة طلبه قليلة». ومن الناحية الرياضية، كانت المُرونة السعرية للطلب الخاصة بمرشال تعتمد على مفهوم النقطة السعرية باستخدام مختلف التفاضل والتكامل لحساب المُرونات.

## مُحددات المُرونة السعرية للطلب
العامل الأساسي في تحديد المرونة السعرية للطلب هو رغبة وقدرة المُستهلكين بعد التغيير في السعر لتأجيل القرارات الاستهلاكية المباشرة عن السلع بغية البحث عن بدائل: انتظر وراقب. وهكذا، يُمكن أن تُوثر العديد من العوامل مُرونة طلب السلعة.

### قابلية الاستبدال
كلما كان عدد البضاعة المُستبدلة أكبر، كلما زادت المُرونة السعرية للطلب، ويعتمد الطلب على تحديد المُنتجات بدقة؛ أي السلعة التي يكون لها بدائل تكون مُرونة الطلب عليها أكبر من السلع التي لا يُوجد لها بدائل، والسبب في ذلك هو سهولة انتقال المُستهلك للسلع البديلة في حال ارتفاع أسعار السلع الأولى، خاصةً عندما تبقى أسعار السلع البديلة ثابتة، مثلا مُرونة الطلب على لحم الغنم تكون كبيرة، وذلك لوجود الكثير من البدائل كلحم البقر والطيور والماعز والاسماك وغيرها. وهكذا الحال بالنسبة للخضروات مثلاً.  وتنخفض مُرونة الطلب بصورة كبيرة للسلع التي يقل عدد البدائل بالنسبة لها. على سبيل المثال، فإن الطلب على أجهزة التليفزيون باناسونيك يُعد مرناً لتوافر ماركات أخرى بديلة لها. بينما تقل مُرونة الطلب بالنسبة لمُعالجات الحاسوب، نظراً لأن عدد ماركاتها لا يتجاوز أصابع اليد الواحدة. وهكذا توجد علاقة طردية بين درجة المُرونة وتعدد البدائل المتاحة للسلعة.

### نسبة الدخل
تعتبر نسبة الدخل هي نصيب السلعة من ميزانية أو دخل المستهلك، فإذا كان نصيبها أو ما يُخصص لها من الدخل قليل ولا يُمكن الاستغناء عنها، يكون الطلب عليها غير مرن كالملح. أما إذا كان نصيب السلعة من الدخل كبير ويُمكن الاستغناء عنه، يكون الطلب مرن كالأثاث والمواد المنزلية أو الكهربائية الأخرى التي يُمكن الاستغناء عنها عند ارتفاع الأسعار. أي أن المنتجات التي تتطلب نسبة كبيرة من دخل المستهلك تميل لأن يكون بها مُرونة مرتفعة. إذا كان دخل المستهلك مرتفع وحدث تغيير في سعر سلعة اعتاد على شرائها، فإن ذلك لن يُؤثر على حجم مشترياته، حيث أنه لا يُغير عاداته بسبب ارتفاع دخله. لذا يكون الطلب قليل المُرونة، أما إذا كان الدخل منخفضاً، فإن أي تغير طفيف في السعر، يُؤدي إلى تغير كبير في الطلب ويكون الطلب ذي مُرونة مرتفعة. إذن العلاقة بين حجم دخل المستهلك ومُرونة الطلب علاقة عكسية. وعلى سبيل المثال، فإن المُنفق من الدخل على ملح الطعام كسلعة يُعد محدوداً للغاية؛ ومن ثم، فإن تضاعف أسعار الملح مثلاً، لا يُنتظر أن يُؤدي إلى استجابة من جانب المُستهلك للكميات المطلوبة منه، لأنه على الرغم من تضاعف أسعار الملح، إلا أنه ما زال يمثل نسبة مُنخفضة من دخل المُستهلك. وعلى العكس من ذلك، فإن قيام شركة الاتصالات المُتنقلة بمُضاعفة أسعار دقيقة الاتصال للتليفون النقال، سوف يُؤدي إلى استجابة من جانب المُستهلك، نظراً لارتفاع فاتورة التليفون النقال مُقارنةً مع دخل الفرد. وهكذا، فإن هناك علاقة طردية بين درجة المُرونة ونسبة ما ينفق من الدخل على السلعة.

### نوع البضاعة
الرفاهيات مثل السيارة والتلفاز لديهم مُرونة في تغيير السعر، بينما احتياجات الحياة مثل الطعام والسكن فهم غير مُرنين، أي كلما زاد عرف شيء بالرفاهية، كلما زادت المُرونة السعرية للطلب.  فإذا كانت السلعة ضرورية ولا يُمكن الاستغناء عنها تكون مُرونة الطلب عليها مُنخفضة، وأن الطلب عليها غير مرن، وذلك لأن المُستهلك يطلبها ولا يُمكنه الاستغناء عنها بغض النظر عن سعرها. أما السلع الكمالية، فتكون مُرونة الطلب عليها عالية، والطلب عليها مرن، وأن الكمية المطلوبة منها تتاثر عند تغير أسعارها، ويُمكن للمُستهلك الاستغناء عنها. وتختلف نظرة المستهلكين لنفس السلعة، فقد تُوجد سلعة ضرورية لمُستهلك ما وغير ضرورية لمُستهلك آخر؛ فمثلا يُعد الهاتف المحمول سلعة ضرورية جداً لرجال الأعمال والوزراء وغيرهم، بينما لا يعتبر ضروري قُصوى لشخص عادي. إذاً العلاقة بين درجة أهمية السلعة في نظر المُستهلك ودرجة مُرونة الطلب عليها علاقة عكسية. على سبيل المثال، إذا انخفضت أسعار الأرز إلى النصف، هل يُؤدي ذلك إلى مُضاعفة الكميات المطلوبة منه. إن الإجابة بالتأكيد هي لا، لأن الكميات المطلوبة من الأرز ترتبط بنظام غذائي معين. ومن المُؤكد أن كل فرد ليس مُستعداً لتغيير نظامه الغذائي لمجرد أن أسعار الخبز انخفضت. على العكس من ذلك، فإن انخفاض أسعار الملابس والأجهزة المختلفة سوف يشجع الأفراد على شراء المزيد منها.

### عدد استخدامات البضاعة
تُعتبر البضاعة التي يُمكن استخدامها بشتى الطرق هي الأكثر مُرونة، بينما البضاعة التي ليس لها استخدامات مُتعددة أقل مُرونة. على سبيل المثال، يُمكن استخدام الحليب للتناول وإعداد السمن والحلوى وإعداد اللبن الرائب إلخ.

### الوقت
كلما طالت الفترة الزمنية، فإنه من المُحتمل أن يتحول الطلب غير المرن إلى طلب مرن، لأنه بمُرور الزمن يُمكن للمُستهلك تغيير نمط حياته أو استهلاكه للسلع خاصته إذا كانت مُرتفعة الثمن والبحث عن سلع بديلة ربما تكون أرخص نسبياً. وتُعتبر المُنتجات أكثر مُرونة، وذلك إذا كان الوقت قيد النظر أكبر. على سبيل المثال، إذا ازداد سعر اللحم بنسبة 10%، فيُمكن أن يقوم المُستهلكون بشراء الدجاج أو الأسماك في نهاية المطاف ولكن ليس بالضرورة على الفور. عادةً ما يكون من الصعب تغيير العادات الاستهلاكية للمُستهلك في فترة قصيرة، وهذا يعني أن درجة المُرونة تزداد مع زيادة الفترة الزمنية وتقل مع انخفاضها. إذاً العلاقة بين المدة الزمنية ومُرونة الطلب علاقة طردية. وعلى سبيل المثال، أدى النقص المفاجئ في عرض النفط في الدول الغربية نتيجة المُقاطعة العربية في أعقاب حرب أكتوبر 1973 إلى ارتفاع أسعار النفط أكثر من أربعة أضعاف، نظراً لانخفاض مُرونة الطلب على النفط في ظل هذا التحول المفاجئ. وبدءاً من عام 1975، قامت الدول الغربية بإنشاء مُنظمة الطاقة الدولية التي هدفت إلى تخفيف اعتماد تلك الدول على النفط المُستورد من الخارج وترشيد استخدام الطاقة. وفي خلال 8 سنوات، تم تحويل الطلب على النفط من طلب غير مرن إلى طلب أكثر مُرونة في الأجل الطويل.

### التغير في السعر الدائم أو المُؤقت
يُؤدي البيع ليوم واحد لنتيجة مُختلفة أكثر من الانخفاض في السعر الدائم بنفس المقدار.

### الولاء للمنتجات
يعني الولاء للمنتجات أن سلوك المستهلك سوف يُصبح مبرمجاً بشكل تام لشراء مُنتج معين بذاته عند الإحساس بالحاجة. ويُمكن تقسيم المُستهلكين حسب ولائهم للاسم التجاري أو علامة تجارية أو متجر معين؛ كما يُمكن تقسيم المستهلكين أيضاً حسب درجة الولاء للاسم التجاري أو المتجر فهناك مستهلكين لديهم ولاء قوي للعلامة أو المتجر، وآخرين لديهم ولاء ضعيف، وآخرين ليس لديهم أي ولاء لأي علامة أو متجر.

### نقاط السعر
يُمكن أن يؤدي انخفاض السعر من 2.00 دولار إلى 1.99 دولار إلى زيادة كبيرة في كمية الطلب أكثر من انخفاض السعر من 1.99 دولار إلى 1.98.

### من يدفع
هناك بعض الحالات التي لا يدفع بها المُستهلك مُباشرةً ثمن السلعة التي استخدمها، كما هو الحال بالنسبة لحسابات نفقات الشركات، حيث يكون من المُرجح أن يكون الطلب غير مرن.

## علاقتها بالإيراد الحدي
الإيراد الحدي هو مقياس التغير في إجمالي الإيرادات (TR) مقسوم على التغير في الكمية المباعة،(Q)، ويتعلق مصطلح الإيراد الحدي بالمُرونة السعرية للطلب بشكل وثيق، وعادةً ما تُشير كلمة حدي إلى أي شيء إضافي ولذلك يتم الحصول على الإيراد الحدي من خلال بيع وحدة إضافية من البضاعة أو الخدمة، وتلعب المرونة السعرية دوراً هاماً في حسابات الإيراد الحدي، فإذا كان المنتج أو الخدمة لديها مُرونة مُرتفعة، فبالتالي يُؤدي انخفاض السعر إلى زيادة في الطلب بشكل ملحوظ، وربما يجعل ذلك الإيراد الحدي أكثر ربحاً بكثير. وعلى سبيل المثال، يُمكن أن تباع 100 وحدة فقط من قطع الحلوى التي بسعر 1 دولار خلال الأسبوع بقيمة إجمالية قدرها 100 دولار، ولكن قد تباع 400 وحدة من قطع الحلوى التي بسعر 90 سنت بقيمة إجمالية قدرها 360 دولار أمريكي، إيراد حدي يبلغ 260 دولار.
وتكمن العلاقة بين الإيراد الحدي والمُرونة السعرية في أن كلا المقياسين مُهمان في القرارات الإدارية المُتعلقة بالسعر والكمية. على سبيل المثال، إذا درس المُديرون مُرونة الطلب المُتعلقة بمنتجها، فسيكونون قادرين على القيام بقرارات مدروسة على رد فعل المُستهلكين على زيادة أو انخفاض السعر. فإذا قرر المدير رفع سعر المنتج وكان هناك مُرونة في طلب المنتج، فمن المُرجح أن يشتري المُستهلكون المنتج بشكل أقل.
- المعادلة

[ (MR = P * [ ( 1 + E ) / ( E
MR= الإيراد الحدي
P= سعر السلعة
E=السعر الخاص بمرونة الطلب
- المترتب على المعادلة

عندما يكون السعر الخاص بمُرونة الطلب بين لا متناهي سلبي (حصري) و-1 (حصري)، فمن ثم يكون الطلب مرن وتدل المعادلة على أن الإيراد الحدي مُوجب.
وعندما يكون السعر الخاص بمُرونة الطلب = -1، يكون الطلب مرن بشكل مُوحد وتدل المُعادلة على أن الإيراد الحدي موجب. وعندما يكون السعر الخاص بمرونة الطلب بين -1 (حصري) و0 (حصري)، فيكون الطلب غير مرن ويكون الإيراد الحدي بالسالب.

## تأثيرها على إجمالي الإيرادات
العلاقة بين مُرونة الطلب وإجمالي إيرادات الشركة هي علاقة مهمة.
- عندما يكون الطلب غير مرن: يُؤدي ارتفاع السعر إلى ارتفاع في إجمالي الإيرادات، أي أن 20% زيادة في السعر قد تتسبب في انكماش الطلب بنسبة 5٪ فقط (المُرونة السعرية للطلب = -0.25)
- عندما يكون الطلب مرن يؤدي انحدار السعر إلى زيادة إجمالي الإيرادات. وعلى سبيل المثال، قد تُؤدي 10% من انحدار السعر إلى توسع الطلب من خلال نسبة 25% فقط (المُرونة السعرية للطلب = +2.5)
- عندما يكون الطلب غير مرن بشكل كامل، أي أن المُرونة السعرية للطلب = صفر، فإن تغير السعر المُعين سيُؤدي نفس التغير في الإيرادات. وعلى سبيل المثال، يُؤدي 5% زيادة في أسعار الشركة إلى 5% زيادة في إجمالي إيراداتها.[46]

| السعر                | الكمية  | إجمالي الإيرادات | الإيراد الحدي |
| جنيه إسترليني للوحدة | الوحدات | جنيه إسترليني    | جنيه إسترليني |
| 20                   | 200     | 4000             |               |
| 18                   | 280     | 5040             | 13            |
| 16                   | 360     | 5760             | 9             |
| 14                   | 440     | 6160             | 5             |
| 12                   | 520     | 6240             | 1             |
| 10                   | 600     | 6000             | -3            |
| 8                    | 680     | 5440             | -7            |
| 6                    | 760     | 4560             | -11           |

- إذا أخذ في الاعتبار أن المُرونة السعرية للطلب تتغير من 20£ للوحدة إلى 18£ للوحدة، إذاً يكون التغير المئوي في الطلب بنسبة 40% متبوعاً بتغير في السعر بنسبة 10%. وتُؤدي إلى مُرونة في الطلب بنسبة -4 (أي مرونة مرتفعة).
- وفي هذه الحالة عندما يكون الطلب به مُرونة سعرية فيؤدي انحدار السعر إلى ارتفاع إجمالي الإنفاق الاستهلاكي/إيرادات المنتج.
- إذا أُخذ في الاعتبار أن تغير السعر يجعل منحنى الطلب المُتوقع ينطلق إلى الأسفل قليلاً من 10£ للوحدة إلى 8£ للوحدة، إذاً يكون التغير المئوي في الطلب = 13.3% ويتبعه 20% انحدار في السعر، ويُؤدي إلى مُعامل مُرونة بنسبة 0.665، أي غير مرن. ويُؤدي انحدار الأسعار عندما يكون سعر الطلب غير مرن إلى انكماش في إجمالي الإيرادات.[15][47]

هناك إستراتيجيات كثيرة يمكن أن يتبعها المُنتج منها تغيير السعر. ولكن هل المقصود بتغيير السعر زيادته أو تخفيضه. إن الإجابة على هذا السؤال سوف تعتمد على درجة مُرونة الطلب السعرية للسلعة. ويوضح ذلك الجدول التالي:
| نوع المرونة    | مرونة القوس | إجمالي الإيرادات | الكمية | السعر |
|                |             | 24000            | 300    | 80    |
| مرن            | 2.14        | 28000            | 400    | 70    |
| مرن            | 1.44        | 30000            | 500    | 60    |
| متكافئ المرونة | 1           | 30000            | 600    | 50    |
| غير مرن        | 0.69        | 28000            | 700    | 40    |
| غير مرن        | 0.5302      | 24000            | 800    | 30    |

فإن إجمالي الإيرادات للسلعة أخذ في التزايد مع تخفيض السعر في البداية، حتى وصل إلى أقصى مستوى له عند 30000. ثم أخذ، بعد ذلك، في التناقص مع استمرار انخفاض السعر. وعند مقارنة سلوك المُرونة، يُلاحظ أن سلوك إجمالي الإيرادات مع تخفيض السعر اعتمد على درجة مُرونة الطلب السعرية.
ولتوضيح ذلك يتم معرفة إجمالي الإيرادات، والذي يُساوي السعر مضروباً في الكمية، أي:
TR = P. Q
ومن المُعادلة، يلاحظ أن انخفاض السعر كما هو يؤدي إلى وجود تأثيرين على إجمالي الإيرادات:
- انخفاض إجمالي الإيرادات بانخفاض السعر.
- زيادة إجمالي الإيرادات بزيادة الكمية.

ومن ثم، فإن الأثر الصافي على إجمالي الإيرادات سوف يعتمد على التغير النسبي في كل من الكمية والسعر، حيث درجة المُرونة. ويُمكن تلخيص العلاقة بين المُرونة وإجمالي الإيرادات كالاتي:
1- إذا كان الطلب مرناً حيث يُعد التغير النسبي في الكمية أكبر من التغير النسبي في السعر.
- فإن تخفيض السعر بنسبة مُعينة يُؤدي إلى زيادة الكمية المطلوبة بنسبة أكبر، وهو ما يُؤدي إلى زيادة إجمالي الإيرادات. كذلك، فإن زيادة السعر بنسبة مُعينة يُؤدي إلى تخفيض الكمية بنسبة أكبر وهو ما يُؤدي إلى انخفاض إجمالي الإيرادات. وعلى ذلك، إذا كان الطلب مرناً، فإن تغير السعر في اتجاه مُعين، يُؤدي إلى تغير إجمالي الإيرادات في الاتجاه المعاكس.

2- إذا كان الطلب غير مرن حيث التغير النسبي في الكمية أقل من التغير النسبي في السعر.
- فإن تخفيض السعر بنسبة مُعينة يُؤدي إلى زيادة الكمية المطلوبة بنسبة أقل، وهو ما يُؤدي إلى انخفاض إجمالي الإيرادات. كذلك، فإن زيادة السعر بنسبة مُعينة، يُؤدي إلى تخفيض الكمية بنسبة أقل، وهو ما يُؤدي إلى زيادة إجمالي الإيرادات. وعلى ذلك إذا كان الطلب غير مرن فإن تغير السعر في اتجاه معين يؤدي إلى تغير إجمالي الإيرادات في نفس الاتجاه.

3- إذا كان الطلب متكافئ المرونة حيث التغير النسبي في الكمية يساوي التغير النسبي في السعر.
- فإن تخفيض السعر بنسبة معينة يُؤدي إلى زيادة الكمية المطلوبة بنفس النسبة، وهو ما يُؤدي إلى ثبات إجمالي الإيرادات. كذلك، فإن زيادة السعر بنسبة مُعينة يُؤدي إلى تخفيض الكمية بنفس النسبة، وهو ما يُؤدي إلى ثبات إجمالي الإيرادات.

وعلى ذلك، إذا كان الطلب مُتكافئ المُرونة، فإن تغير السعر في اتجاه مُعين، يُؤدي إلى ثبات إجمالي الإيرادات، ويكون إجمالي الإيرادات عند أقصى مستوى له.
| انخفاض السعر                                                   | ارتفاع السعر                                                   | نوع المرونة |
| نسبة ارتفاع الكمية < نسبة انخفاض السعر ارتفاع إجمالي الإيرادات | نسبة انخفاض الكمية < نسبة ارتفاع السعر انخفاض إجمالي الإيرادات | مرن         |
| نسبة ارتفاع الكمية > نسبة انخفاض السعر انخفاض إجمالي الإيرادات | نسبة انخفاض الكمية > نسبة ارتفاع السعر ارتفاع إجمالي الإيرادات | غير مرن     |
| نسبة ارتفاع الكمية = نسبة انخفاض السعر ثبات الإيراد الكلي      |                                                                |             |

## تأثيرها على وقع الضريبة

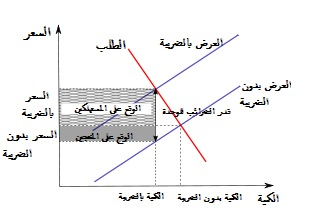
مُرونة العرض ومُرونة الطلب المُتشابهين: عندما تفرض الضريبة في المُخطط حيث تظهر مُرونة العرض ومُرونة الطلب بشكل مُماثل فيتم مشاركة العبء الضريبي.

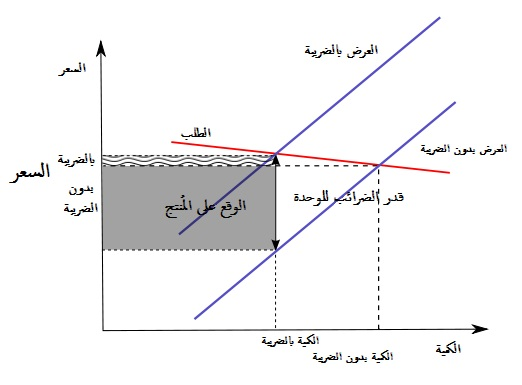
في مخطط العرض غير المرن والمُرونة الطلبية يهبط العبء الضريبي على العروض بشكل مفرط. وبسبب العبء الضريبي ارتفاع سعر السوق من السعر بدون الضريبة إلى السعر بالضريبة وانخفاض الكمية المطلوبة من الكمية بدون الضريبة إلى الكمية بالضريبة.

لا يعتمد وقع الضريبة أو العبء الضريبي على جمع الإيرادات ولكن على المُرونة السعرية للطلب والمُرونة السعرية للعرض. ويُشير وقع الضريبة إلى من يدفع الضريبة في نهاية المطاف سواءً كان المُنتج أو المُستهلك، وما يترتب عليه من أثر اجتماعي، ويُقال أن وقع الضريبة يقع على عاتق المجموعة التي تتحمل دفع العبء الضريبي في نهاية المطاف أو عليها دفع الضريبة في نهاية الأمر.
- العرض غير المرن والمُرونة الطلبية: إذا كان المُنتج غير مرن، فسيقوم بإنتاج نفس الكمية بغض النظر عن السعر. وإذا كان المُستهلك مرن، فسيكون سريع التأثر بالسعر، وتُؤدي الزيادة البسيطة إلى هبوط حاد في الكمية المطلوبة. ونتيجة مُرونة المُستهلك، فإن تغير الكمية مُلحوظ، وبسبب عدم مُرونة المُنتج، فلا يتغير السعر بشكل كبير، ويعجز المُنتج عن فرض الضريبة على المُستهلك وينحدر وقع الضريبة على المُنتج، وتحصل الضرائب منه ويفرض عليه العبء الضريبي.[48]
- مرونات الأسعار القابلة للمقارنة: في معظم الأسواق، تُشبه مُرونة العرض مُرونة الطلب تقريباً على مدى قصير.. ونتيجة لذل، يتم مُشاركة عبء الضريبة المفروضة بين الفريقين وإن يكن بنسب مُتفاوتة. وعامةً، يكون العبء الضريبي أكبر للفريق الذي يبدي أكبر نسبة من عدم المُرونة. وعامةً، يكون العبء الضريبي أكبر للفريق الذي يُبدي أكبر نسبة من عدم المُرونة.[15][49]

## علاقة الإنفاق الكلي بمرونة الطلب
يُعرف الإنفاق الكلي بأنه حاصل ضرب الكمية المطلوبة من سلعة مُعينة في سعر الوحدة منها أي (PQ). يُمكن تفسير العلاقة الموجودة بين الإنفاق الكلي ومُرونة الطلب السعرية من خلال المثال التالي:
إذا كان جدول الطلب على السلعة (x) التالي:
| G    | F    | E   | D   | C   | B   | A | النقطة |
| 0    | 1    | 2   | 3   | 4   | 5   | 6 | Px     |
| 1200 | 1000 | 800 | 600 | 400 | 200 | 0 | Qx     |

ولتوضيح العلاقة بين الإنفاق الكلي ومُرونة الطلب السعرية يتم القيام بما يلي:
- رسم منحنى الطلب الذي يأخذ شكل خط مستقيم.
يُمكن حساب مُرونة الطلب السعرية والإنفاق الكلي، كما يلخصها الجدول التالي:
| G    | F     | E    | D    | C    | B    | A | النقطة |
| 0    | 1     | 2    | 3    | 4    | 5    | 6 | Px     |
| 1200 | 1000  | 800  | 600  | 400  | 200  | 0 | Qx     |
| 0    | 1000  | 1600 | 1800 | 1600 | 1000 | 0 | TC     |
| 0    | 0 ,20 | 0,50 | 1    | 1,50 | 5    | ∞ | Edx    |

عند النقطة D:Ed(D) = 1   وعند النقطة G: Ed(G) = 0  وعند النقطة (A : Ed(A. أما في المسافة (A.D) فإن:Ed >1< ∞   وفي  المسافة (DG) فإن: 1>  Ed > 0
يُلاحظ من الرسم البياني أن انخفاض السعر بين النقطتين AC  يُؤدي دائماً إلى زيادة الإنفاق الكلي كأن يكون مثلا عند النقطة B  السعر P(x)= 5  والكمية Q(x)=200  فإن  حجم الإنفاق الكلي يكون :
P(x).Q(x) = 5.200 = 1000
أما عند النقطة C  فإن P(x) = 4  و Q(x) = 400  فحجم الإنفاق الكلي يكون :
P(x).Q(x) = 4.400 = 1600
ومن الناحية الأخرى، فإن انخفاض السعر بين النقطتين DC  يُؤدي دائماً إلى انخفاض حجم الإنفاق الكلي.  فعند النقطة E مثلا  Px =2 وQ(x) = 800  يكون حجم الإنفاق الكلي:
P(x).Q(x) = 2.800 = 1600
 وعند النقطة F مثلا P(x) =1 و Q(x) = 1000  يكون حجم الإنفاق الكلي :
P(x).Q(x) = 1.1000 = 1000
ومما سبق يستنتج ما يلي:
- إذا كانت مُرونة الطلب السعرية   Ed>1   فإن انخفاض السعر يُؤدي إلى زيادة الإنفاق الكلي والعكس صحيح.
- إذا كانت مُرونة الطلب السعرية Ed<1    فإن انخفاض السعر يُؤدي إلى انخفاض الإنفاق الكلي والعكس صحيح.
- إذا كانت مُرونة الطلبEd = 1   فإن تغير سعر السلعة بالارتفاع أو الانخفاض لا يُؤدي إلى تغير حجم الإنفاق الكلي، ويتضح ذلك في منحنى الطلب مُتكافئ المُرونة.
- إذا كانت ∞ = Ed فإن حجم الإنفاق يرتفع بمعدل ما لا نهاية (∞) إذا انخفض السعر بنسبة ضئيلة جداً أي (DA)، أما إذا ارتفع السعر بنسبة ضئيلة جدا فإن حجم الإنفاق ينخفض إلى الصفر.
- أما في حالة Ed = 0    فإن تغير السعر بنسبة مُعينة يُؤدي إلى تغير الإنفاق بنفس النسبة وفي نفس الاتجاه.[19]

## أهميتها
من المهم فهم مصطلح المُرونة السعرية للطلب لمعرفة كيفية تأثير العلاقة بين أسعار السلع على طلبها. إذا تغيرت الكمية المطلوبة كثيراً، بينما تتغير الأسعار بشكل قليل، حينها يُقال أن المنتج مرن، وكثيراً ما يكون هذا هو الحال بالنسبة للمنتجات أو الخدمات التي يُوجد فيها العديد من البدائل، أو التي يتأثر المُستهلكون فيها بالأسعار بشكل نسبي. وعلى سبيل المثال، إذا تضاعف سعر المنتج أ فتنحدر كميته المطلوبة وذلك إذا قام المستهلكون بالتحول للمنتج ب الأقل تكلفة. ويُقال أن المنتج غير مرن عندما يكون هناك تغير بسيط في الطلب بينما يتغير السعر كثيراً. ويُعتبر الوقود مثال معروف جداً على الطلب غير المرن، فإذا ازداد سعر الوقود فلا تنخفض الكمية المطلوبة بذلك القدر الكبير، وذلك لأن هناك سلع قليلة بديلة عن الوقود وسيظل المستهلكون مُستعدين لشراءه حتى بالأسعار المرتفعة نسبياً. أيضاً تتمثل أهمية المرونة في التنبؤ بالمتغيرات المُستقبلية نتيجة تغيرات سابقة لها. فقد يستعمل المُنتج والحكومة ونقابات العمال أو الاقتصادي المُرونة من أجل التنبؤ بما سيكون عليه الاستهلاك في المستقبل. فمُعامل المُرونة يرشدهم إلى السياسة المُثلى التي تحقق منفعتهم. ويُمكن تلخيص أهمية مُرونة الطلب في:
- التنبؤ بما سيحدث في المستقبل.
- معرفة علاقة السلع ببعضها البعض لرسم سياسة سعرية.
- تدعيم السياسة الإعلانية.
- معرفة الطبيعة الاقتصادية للسلعة.[19]

تحتل المرونة السعرية أهمية خاصة في الدراسات الاقتصادية، وذلك لتعدد مجالات استخدامها، إذ أنها تستخدم في:
- السياسات الاقتصادية، حيث تستخدم المُرونة في السياسات المالية والنقدية والتجارية. فمثلاً عند فرض ضريبة معينة؛ فإذا كان الهدف من فرضها هو الحصول على إيراد ضريبي أكبر، فلا بد من معرفة مُرونة الطلب على السلعة التي تُفرض عليها الضريبة، فإذا كان الطلب على هذه السلعة مرن، فإن الضريبة في هذه الحالة لا تحقق هدفه وهو زيادة الإيراد، لأن الإيراد الكلي سوف ينقص بدلاً من أن يزداد، لأن الأفراد سوف يمتنعون عن شرائها. أما إذا كان الطلب على السلعة غير مرن، فإن فرض الضريبة على السلعة سيحقق أهدافه مثل السجائر،[53] إذ أن الطلب عليها غير مرن كما أن فرض الضريبة عليها له ما يُبرره اجتماعياً وصحياً، علماً بأن الافراد لا يستطيعون الاستغناء عنها.
- تُستخدم المُرونة في التخطيط، فإذا كانت الخطة تهدف إلى رفع الدخل الفردي، فهذا الطلب على السلع سيزداد بنسبة متفاوتة (نتيجة لزيادة الدخل)، فإذا كان الطلب غير مرن على السلعة سيقوم المنتج بزيادة إنتاجها، لأن الزيادة في الإنتاج ستؤدي إلى زيادة في المبيعات، ويقوم المنتج أيضا برفع بسبب زيادة الدخل سعر السلعة، لأن رفع سعرها لن يؤدي إلى خفض مبيعاتها بشكل كبير، بسبب زيادة الدخل أما إذا كان الطلب مرن فسيكون من مصلحة المنتج خفض سعرها، لأن خفض السعر سوف يؤدي أيضا إلى مبيعات أكثر من الانخفاض الذي حدث في سعرها.
- تُستخدم المُرونة في الاحتكار من قبل المُنتجين المُحتكرين، فهم يلجأون لغرض زيادة أرباحهم إلى التمييز بين الأسواق، فهم يفرضون أسعاراً عالية في الأسواق التي تكون مُرونة الطلب فيها على السلعة المنخفضة، حيث طلب غير مرن، ويفرضون أسعاراً أقل في الأسواق التي تكون مُرونة الطلب فيها عالية، حيث طلب مرن. وهم لا يستطيعون التمييز بين الأسواق إلا إذا اختلفت فيها مُرونة الطلب على السلعة.[32][54]

## منحنى الطلب
منحنى الطلب هو تمثيل بياني للعلاقة بين سعر السلعة أو الخدمة والكمية المطلوبة في فترة معينة من الوقت. وفي التمثيل النمطي، يظهر السعر على المحور العمودي الأيسر، وتظهر الكمية المطلوبة على المحور الأفقي.
يتجه منحنى الطلب نحو الأسفل من الشمال لليمين، مُمثلاً قانون الطلب: كلما ازداد سعر بضاعة معينة كلما انخفضت الكمية المطلوبة ما لم يتغير أي من العوامل الأخرى.
ويُلاحظ أن هذه المُعادلة تعني أن السعر هو المُتغير المُستقل وأن الكمية هي المُتغير التابع. في معظم التخصصات، يظهر المُتغير المُستقل على المحور الأفقي أو المحور السيني، ولكن تخصص الاقتصاد يُعد استثناءاً عن هذه القاعدة.
وعلى سبيل المثال، إذا ارتفع سعر الذرة، سيكون هناك دافع للمستهلك لشراء أقل كمية من الذرة ويستبدلها بأطعمة أخرى، ولذلك ينخفض إجمالي قدر طلب مستهلكي الذرة.
وتسمى الدرجة التي يترجم فيها ارتفاع الأسعار إلى انخفاض الطلب بالمُرونة الطلبية أو المرونة السعرية للطلب. إذا أدى ارتفاع أسعار الذرة بنسبة 50٪ إلى انخفاض كمية الذرة المطلوبة بنسبة 50٪، فتكون مُرونة الطلب على الذرة 1. وإذا كان ارتفاع أسعار الذرة بنسبة 50٪ يقلل فقط من الكمية المطلوبة بنسبة 10٪، فتكون مُرونة الطلب 0.2. يكون منحنى الطلب سطحي، أقرب إلى الأفقي، للمنتجات التي بها المزيد من المُرونة الطلبية، ويكون أكثر انحداراً، أقرب إلى العمودي، للمُنتجات ذات الطلب الأقل مُرونة.
إذا كان هناك عامل آخر بجانب تغيرات السعر أو الكمية، فيجب رسم منحنى جديد للطلب. وعلى سبيل المثال، عند القول بإنه كان هناك انفجار في عدد قاطني منطقة ما مما أدى إلى زيادة الأشخاص الواجب إطعامهم. ففي هذه الحالة، سوف تزداد كمية الذرة المطلوبة حتى لو بقى السعر على نفس الحال، مما يعني أن المنحنى سوف يتحول بنفسه من اليمين لليسار (D2) في الرسم البياني أدناه. وبعبارة أخرى، سيزداد الطلب.
أيضاً يُمكن أن تقوم العوامل الأخرى بتحويل منحنى الطلب، مثل تغير ميول المستهلكين. إذا تسببت التحولات الثقافية في أن يتجنب السوق الذرة لصالح نبات الكينوا، فإن منحنى الطلب سيتحول لليسار (D3). وإذا انخفض دخل المُستهلكين، مما يُؤدي لانخفاض قدرتهم على شراء الذرة، فإن الطلب سيتحول لليسار (D3). وإذا زاد سعر البديل، من وجهة نظر المُستهلك، فإن المُستهلكين سوف يشترون الذرة بدلاً منه، وسوف يتحول الطلب إلى اليمين (D2). إذا ازداد سعر الكماليات مثل الفحم لشواء الذرة، سوف يتحول الطلب إلى اليسار (D3). وإذا كان سعر الذرة المُستقبلي أكبر من السعر الحالي، فإن الطلب سيتحول لليمين موقتاً(D2)، بما أن المُستهلكين يكون لديهم حافز الشراء الآن قبل ارتفاع الأسعار.
تُشير الكمية أو الكمية المطلوبة إلى قدر السلعة أو الخدمة، مثل عرانيس الذرة أو بوشل الطماطم أو الغرف المُتاحة في الفندق أو عدد ساعات العمل. يُمكن أن يُسمى هذا الطلب في التداول اليومي، ولكن في النظرية الاقتصادية، يُشير الطلب إلى المنحنى المُبين أعلاه، مما يدل على العلاقة بين الكمية المطلوبة والسعر لكل وحدة.